# 中央競馬大作戦
『中央競馬大作戦』（ちゅうおうけいばだいさくせん）とは、毎週土曜日と日曜日の朝にアール・エフ・ラジオ日本で放送されている中央競馬の情報番組である。
現在の形態となったのは2002年4月6日からで、『土曜・日曜競馬実況中継』の放送開始時間が9時30分となったのを機にスタートした。番組内では主に開催競馬場の馬場状態の情報、トラックマンによる予想情報を伝える。

## 放送時間
- 土曜日・日曜日 8:30 - 8:45

3日間開催の3日目や、年末年始など平日に中央競馬が開催される場合は、8:35 - 8:50の放送となる。代替競馬の場合は放送がないこともある。

## オープニング・クロージング
- coba「sogni d'oro」。

## 出演

### 現在

#### 進行
- 太田晶子 - 2024年6月16日初登場
- 大村麻衣子 - 2015年9月初登場
- 小永井一歩 - 2025年5月10日初登場
- 堀江政史 - 2011年8月20日初登場

※開催日ごとにいずれか1名。全員が『競馬中継』も担当。

#### 解説者
- 佐藤直文（1馬→優馬・日曜レギュラー） - 2002年4月7日着任。本編日曜2部前半メイン解説と兼務。
- 武井友彦（1馬→優馬） - 佐藤が出演しない場合の代理。
- 馬場大輔（優馬） - 2025年6月29日着任。夏の福島・新潟主場開催中、佐藤・前田が出演しない場合の代理。
- 前田智基（ケイユウ・土曜レギュラー） - 2019年11月9日着任。本編土曜1部前後半通しパドック解説と兼務。2021年より、夏の福島・新潟主場開催中は日曜日もレギュラーで担当。
- 山崎啓介（優馬） - 2023年1月8日着任。東日本第三場取材担当のため、東西主場のみの二場開催または西日本第三場開催期間かつ佐藤が出演しない場合に代理を務める。

### 過去

#### 進行
- 黒宮千香子
- 小屋敷彰吾 - 2023年6月25日初登場
- 齋藤一平 - 2016年5月21日初登場
- 鈴木沙和子
- 山田さつき - 2020年6月27日初登場

#### 解説者
- 鍵裕二（ダービーニュース・土曜日担当）
- 小宮栄一（スポーツ報知） - 2023年1月5日放送で前田の代役として出演。
- 鶴見祐輔（ダービーニュース・土曜日担当）
- 久光匡治（1馬→優馬・土曜レギュラー担当） - 2011年3月5日着任。2019年11月2日放送分をもって退任。

※ダービーニュースからの解説者派遣は2011年2月まで。同年3月以降、優馬が引き継いだ。

## 馬場状態の説明
当番組の最大の特徴として、JRA本部施設部や競馬場ごとにある馬場造園課のスタッフによる詳細な馬場状態の説明がある。
基本的にはその日最も高い格付けのレースが行われる競馬場の馬場造園課長（ローカルは施設整備課馬場担当課長）クラスに電話をつなぐ。積雪や台風など天候の極度な悪化により開催中止となるか、中止の可能性があった場合は、その場の担当者が説明する。芝・ダートそれぞれの含水率から前週に降った雨量、ダートの砂の洗浄の有無、中間の散水などといった説明がなされる。

## 過去の同名番組
アール・エフ・ラジオ日本では、当番組の以前にも『中央競馬大作戦』という題の番組が放送されている。
- 『競馬実況中継』の放送が午前にも拡大される前後の1973年の時点では朝に放送されていた[2]。
- 1993年ごろから1999年にかけては、毎週土曜日の深夜「お楽しみ土曜深夜放送」の枠で、2時間番組として放送されていた。前半は小林皓正と米倉いづみの進行で、『土曜競馬』で放送した関東主場の実況録音（全レースをノーカットで再生）と払戻金を案内。関西主場、および第3場のレース結果は払戻金のみ。後半は小林の単独司会のもと、『勝馬』および『ダービーニュース』のトラックマンが出演し、日曜日の関東主場の第1レースから最終レースまでの予想検討会を放送していた。なお、後半の予想検討会で関西のレースが取り上げられるのはGIレースのみであった。